# Secretaría de Estado de Digitalización e Inteligencia Artificial
La Secretaría de Estado de Digitalización e Inteligencia Artificial (SEDIA) de España es el órgano superior del Ministerio para la Transformación Digital y de la Función Pública que, bajo la superior dirección del Ministro, se encarga de las funciones relativas a la política de impulso a la digitalización de la sociedad y economía de forma respetuosa con los derechos individuales y colectivos, así como con los valores del ordenamiento jurídico español.
En este sentido, le corresponden las funciones de fomento y regulación de los servicios digitales y de la economía y sociedad digitales, la interlocución con los sectores profesionales, industriales y académicos y la coordinación y cooperación interministerial y con otras Administraciones Públicas respecto a dichas materias, sin perjuicio de las competencias atribuidas a otros departamentos ministeriales.

## Historia

### Origen
La SEDIA se creó en enero de 2020, dentro del Ministerio de Economía, como un órgano nuevo centrado en la digitalización y en la inteligencia artificial. Sucedió a la Secretaría de Estado para el Avance Digital en alguna de sus funciones, si bien es un órgano creado ad hoc. Dentro de su estructura se integró la Secretaría General de Administración Digital de la Secretaría de Estado de Función Pública —suprimida por aquel entonces— y cuatro subdirecciones generales.

### Pandemia COVID-19
A finales de 2019 apareció en la ciudad china de Wuhan una nueva especie de coronavirus que a principios de 2020 acabó derivando en una pandemia. Debido a esto, la SEDIA comenzó a desarrollar una aplicación móvil llamada «Radar Covid» para el rastreo de la enfermedad. A finales de junio se llevaron a cabo las primeras pruebas en la isla canaria de La Gomera, que se extendieron durante todo el mes de julio. Los resultados fueron prometedores, consiguiendo detectar casi el doble de contactos que las pruebas manuales. A mediados de agosto comenzó su integración en los diferentes sistemas sanitarios autonómicos. A pesar de que a finales de octubre las autoridades regionales catalanas anunciaron que la aplicación ya estaba activa en su servicio sanitario, el secretario general de Salud de la Generalidad afirmó en enero de 2021 que aun no estaba operativa.
De igual forma, en agosto de 2020 y como consecuencia de la pandemia de COVID-19, se le añadieron dos nuevas divisiones: la Oficina del Dato y la División de Planificación y Ejecución de Programas. La primera, ya pensada antes de la pandemia pero muy necesaria tras esta, fue creada para suplir la falta de lo que en el mundo anglosajón se llama el Chief Data Officer (CDO), encargado de la gestión y de las políticas relativas a los datos y al intercambio de información dentro de la Administración General del Estado. La segunda división nació a raíz de los programas económicos post-COVID que se estaban creando, con el objetivo de gestionar estos fondos correspondientes a la Secretaría de Estado y dirigidos a la digitalización de la Administración, de las instituciones y del mundo empresarial.
En marzo de 2021 cuatro de sus subdirecciones generales, junto con las respectivas funciones, fueron transferidas a la nueva Dirección General de Digitalización e Inteligencia Artificial, adscrita directamente a la Secretaría de Estado.
Dos años después, en marzo de 2023, se le adscriben dos subdirecciones de nueva creación, una para temas de ciberseguridad (que complementa al INCIBE) y otra para la coordinación y unificación de las ayudas públicas competencia de la Secretaría de Estado.

### Inteligencia Artificial
Desde que la Secretaría de Estado diseñó en 2020 la Estrategia Nacional de Inteligencia Artificial, se fueron desarrollando diversos elementos que concluyeron con la creación de la Agencia Española de Supervisión de la Inteligencia Artificial (AESIA) a finales de 2023.
A finales de 2023, la Secretaría de Estado fue transferida al nuevo Ministerio de Transformación Digital. Posteriormente, en febrero de 2024 se reestructuró, adscribiéndosele dos nuevas direcciones generales —del Dato y de Planificación Estratégica en Tecnologías Digitales Avanzadas y Nueva Economía de la Lengua— y perdiendo la Secretaría General de Administración Digital, que volvió a la Secretaría de Estado de Función Pública.
En noviembre de 2024, una nueva reforma afectó a este órgano superior, siendo suprimida la Dirección General de Planificación Estratégica en Tecnologías Digitales Avanzadas y Nueva Economía de la Lengua, cuyas funciones se transfirieron a la nueva Dirección General de Inteligencia Artificial, que nació tras la división de la Dirección General de Digitalización e Inteligencia Artificial en dos órganos directivos: la Dirección General de Inteligencia Artificial y la Dirección General de Ordenación de los Servicios de Digitalización y de Comunicación Audiovisual. En este último caso, el órgano nació de las competencias en digitalización de su predecesora y de aquellas en materia del sector audiovisual que tenía la Secretaría General de Telecomunicaciones.

## Funciones y estructura

### Funciones concretas
Aparte de las funciones genéricas ya mencionadas, en concreto, la Secretaría de Estado se encarga directamente de:
- El impulso, la programación y la supervisión de las actuaciones en ejecución de la política de Gobierno en materia de administración digital y del fomento de la administración electrónica, en especial lo referente al proceso de transformación digital e innovación de la Administración a través de las tecnologías de la información y de las comunicaciones, y la adopción de soluciones digitales que permitan la prestación eficiente de los servicios públicos incluyendo los servicios públicos esenciales.
- creación de servicios públicos electrónicos universales y de calidad, y en su caso transfronterizos.
- Promover, en un marco de corresponsabilidad, de la cooperación con las administraciones públicas en materia de administración digital, potenciando el uso de los servicios de información titularidad de la Secretaría de Estado para eliminar la brecha digital, así como el fomento de programas de atención al ciudadano y, en particular promoviendo el uso de plataformas comunes para la integración de los servicios de las diferentes sedes electrónicas de las administraciones públicas
- La propuesta, coordinación y seguimiento de las relaciones internacionales en materia de la sociedad digital, y la representación internacional del Reino de España en estas materias en colaboración con el Ministerio de Asuntos Exteriores, Unión Europea y Cooperación.
- Aquellas otras que atribuya la legislación vigente al departamento en el ámbito de la administración electrónica y servicios públicos digitales, y la incorporación de las tecnologías de la información y las comunicaciones en el conjunto de la Administración General del Estado y del sector público institucional estatal, así como el ejercicio de las facultades relativas a los nombres de dominio de Internet bajo el código de país correspondiente a España (.es) que tenga atribuidas el Ministerio de Asuntos Económicos y Transformación Digital.

### Órganos directivos y sus funciones
Dependen de la Secretaría de Estado los siguientes órganos directivos, a través de los cuales ejerce el resto de sus funciones:
- La Dirección General de Ordenación de los Servicios de Digitalización y de Comunicación Audiovisual.
- La Dirección General de Inteligencia Artificial.
- La Dirección General del Dato.
- La Subdirección General de Ayudas.
- La División de Planificación y Ejecución de Programas.
- La Unidad Temporal del Plan de Recuperación, Transformación y Resiliencia.
- La División de la Oficina para la España Digital 2030 e Internacionalización.

De la persona titular de la Secretaría de Estado de Digitalización e Inteligencia Artificial depende directamente un Gabinete, como órgano de asistencia inmediata a la persona titular de la Secretaría de Estado, con nivel orgánico de subdirección general.

### Adscripciones
- Una Abogacía del Estado.
- La Entidad pública empresarial Red.es
- La Agencia Española de Supervisión de la Inteligencia Artificial (AESIA).

## Secretario de Estado
La persona titular de la Secretaría de Estado de Digitalización e Inteligencia Artificial preside, por delegación de la persona titular del Ministerio de Asuntos Económicos y Transformación Digital, la Comisión de Estrategia TIC. También preside las correspondientes Comisiones Sectoriales en las materias de su competencia e impulsa los órganos colegiados en su ámbito de actuación

### Lista de Secretarios de Estado
- Carme Artigas Brugal (2020-2023)[16]
- María Teresa Ledo Turiel (2024)[17]
- María González Veracruz (2024-presente)[18]

## Presupuesto
La Secretaría de Estado de Digitalización e Inteligencia Artificial tiene un presupuesto asignado de 284 709 920 € para el año 2023. Cabe destacar que, como órgano tutor del INCIBE y de Red.es, esta gestiona también los fondos asignados a dichos órganos a través del Mecanismo de Recuperación y Resiliencia.
De acuerdo con los Presupuestos Generales del Estado para 2023, la SEDIA participa en tres programas:
| N.º Programa                                 | Programa | Dotación      | Ref.   |
| -------------------------------------------- | --- | ------------- | ------ |
| 467G                                         | Investigación y desarrollo de la Sociedad de la Información                                                             | 43 187 320 €  | [ 19 ] |
| 467G                                         | Investigación y desarrollo de la Sociedad de la Información a través de la Secretaría General de Administración Digital | 47 459 350 €  | [ 19 ] |
| 467I                                         | Innovación tecnológica de las telecomunicaciones                                                                        | 188 803 140 € | [ 20 ] |
| 923Q                                         | Dirección y Servicios Generales de Asuntos Económicos y Transformación Digital                                          | 5 260 110 €   | [ 21 ] |
| Total presupuesto de la Secretaría de Estado | Total presupuesto de la Secretaría de Estado                                                                            | 284 709 920 € |        |